# Lucretius

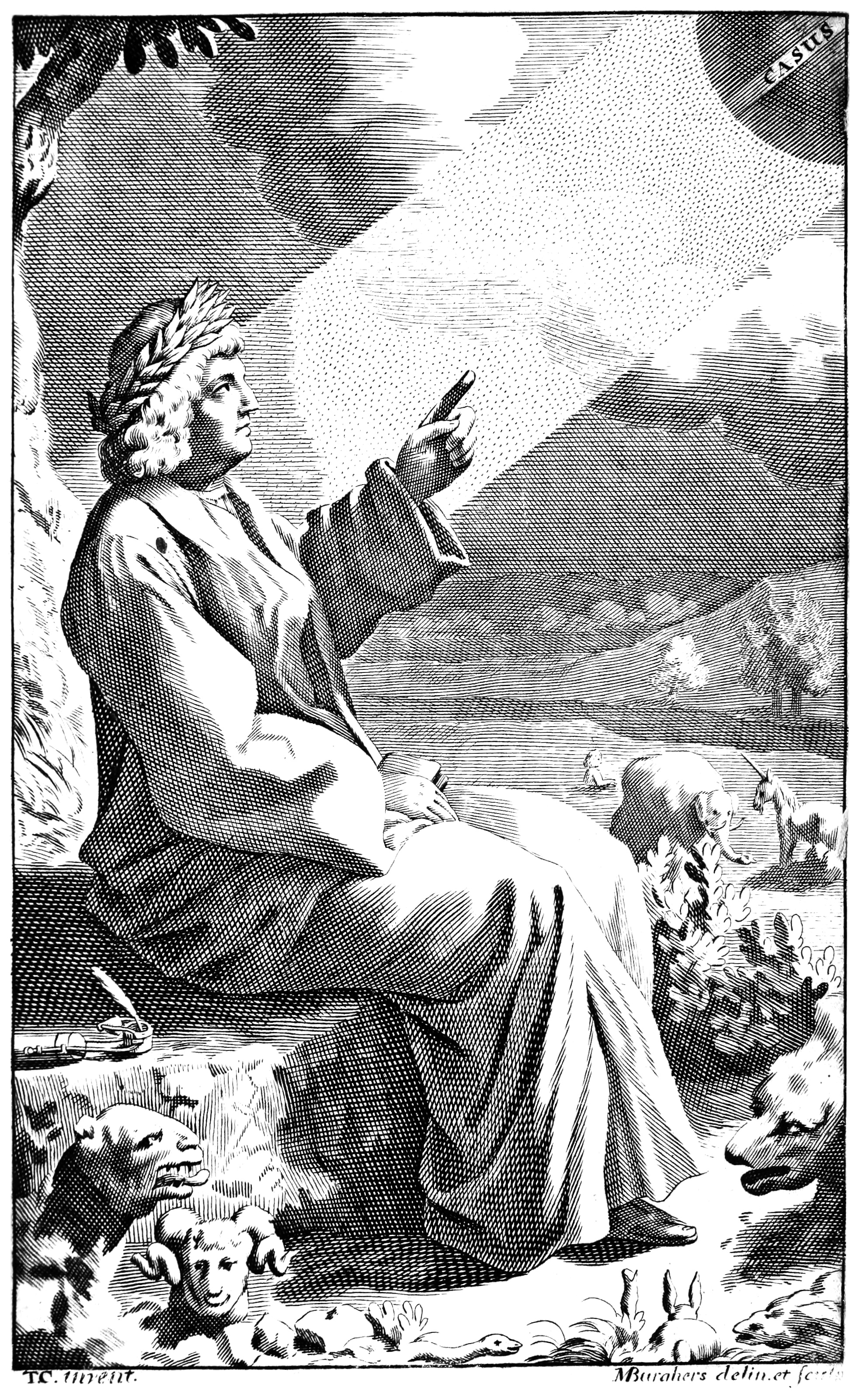
Lucretius av Michael Burghers 1682.

Titus Lucretius Carus, född under första halvan av sista århundradet f.Kr, möjligen 99 f.Kr., död troligtvis 55 f.Kr. var en romersk filosof och författare.
Lucretius författade hexameterdikten i sex böcker Om tingens natur (originaltitel: De rerum natura), som är ett viktigt verk för epikurismen. Verket är även Lucretius enda. Lucretius var ingen originell tänkare, hans lära har till fullo inspirerats av Epikuros och hans skola.
Inget är känt om Lucretius familj, men oavsett om han var född i en högättad släkt eller inte, så är det klart att han fick en utmärkt utbildning. Han var en mästare på latin och grekiska och hade en bred kunskap om de två språkens litteratur. Hans förkärlek till lagenliga och politiska metaforer antyder att han kan ha förberett sig för en juridisk eller politisk karriär.
Hans inflytande på moderna fritänkare ansågs ännu under 1700-talet vara så farligt att kardinal Melchior de Polignac, år 1747 skrev en dikt i nio böcker på latin mot honom: Anti-Lucretius, sive de Deo et Natura, den översattes till flera språk och fick stor spridning.

## Utmärkelser
Asteroiden 6240 Lucretius Carus är uppkallad efter Lucretius.

## Svenska översättningar avDe rerum natura

De rerum natura, 1570

- Lucretii dikt om världsalltet (försök till svensk öfversättning af Axel Jacobson) (Westling,  1897)
- Om världsalltet (översättning Axel Jacobsson) (Nordin & Josephson, 1903-1904)
- Om tingens natur (översättning till prosa samt inledning och kommentar av Bertil Cavallin) (Forum, 1972)
- Om tingens natur (tolkad och kommenterad av Ingvar Björkeson) (Natur och kultur, 2002)
- Om tingens natur (Ingvar Björkesons översättning i nyutgåva. Med latinsk parallelltext och ett nyskrivet förord av professor Anders Cullhed.) (Natur och kultur, 2022)